# Papel de Israel na guerra Irã-Iraque

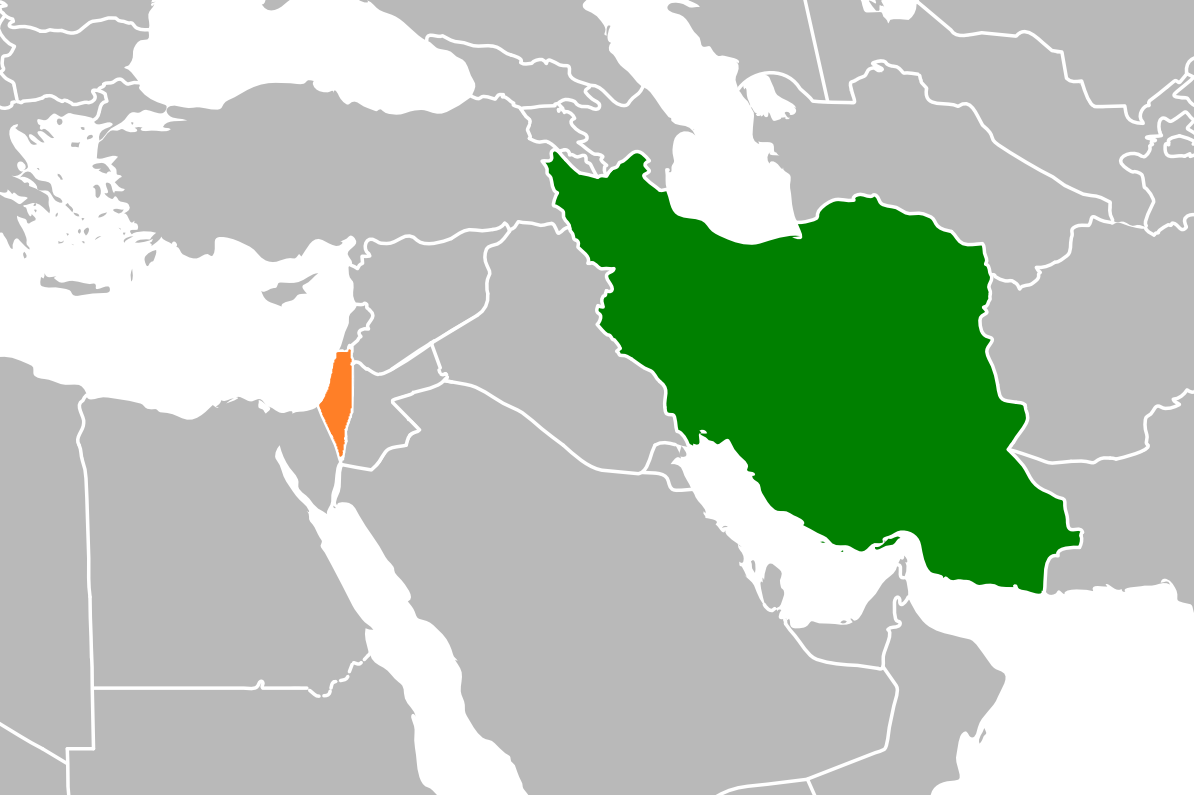
Israel (em laranja) foi um importante fornecedor clandestino de armas para o Irã (em verde) durante a Guerra Irã-Iraque

O papel de Israel na Guerra Irã-Iraque refere-se ao apoio fornecido por Israel ao Irã durante a Guerra Irã-Iraque de 1980 a 1988. Durante a guerra, Israel foi um dos principais fornecedores de equipamento militar para o Irã. Israel também forneceu instrutores militares durante a guerra e apoio direto ao esforço de guerra do Irã, quando bombardeou e destruiu o reator nuclear Osirak do Iraque, durante a Operação Ópera. O reator nuclear era um componente central do programa de armas nucleares do Iraque.
Israel apoiou o Irã durante a guerra para que o Irã pudesse fornecer um contrapeso ao Iraque; para restabelecer a influência no Irã que Israel perdeu com a derrubada do xá em 1979; e criar negócios para a indústria de armas israelense. As vendas de armas israelenses ao Irã também facilitaram a imigração desimpedida da comunidade judaica persa do Irã para Israel e os Estados Unidos. O apoio de Israel ao Irã durante a guerra foi feito clandestinamente, e o Irã negou publicamente qualquer cooperação entre os dois países.

## Contexto

### Revolução Iraniana
Antes da Revolução Iraniana em 1979, o Irã sob o xá Mohammad Reza Pahlavi era um aliado e grande comprador de armas israelenses. No entanto, após a revolução, o novo governo do aiatolá Khomeini congelou as relações com Israel e foi abertamente hostil a ele. As relações entre o Irã e o Iraque também se deterioraram após a revolução. Khomeini pregou às populações xiitas que fazem fronteira com o Irã para continuar a revolução islâmica. O Irã buscou ativamente desestabilizar seus países vizinhos em busca de hegemonia regional, embora países vizinhos como o Iraque buscassem uma posição conciliatória. A hostilidade do Irã levou a uma escalada da retórica entre o aiatolá Khomeini e o presidente iraquiano Saddam Hussein, um sunita que defendia o nacionalismo pan-árabe secular. Com a turbulência no Irã, por causa da revolução, Saddam Hussein viu uma abertura para tomar a província de Cuzistão do Irã, que tinha os campos de petróleo do sul do Irã e uma maioria árabe. No início de 1980, tornou-se evidente para ambos os países que a preparação para uma possível guerra seria uma medida necessária.
O primeiro primeiro-ministro nomeado pelo governo revolucionário foi Mehdi Bazargan. Ele estendeu a mão ao governo dos EUA para obter armas militares para ajudar a consolidar sua posição; no entanto, o governo Carter optou por não se envolver nos assuntos internos do Irã. No outono de 1979, a facção moderada do primeiro-ministro Bazargan começou a perder a luta interna para a facção extremista em ascensão no governo revolucionário. Em 4 de novembro de 1979, elementos da facção extremista tomaram a embaixada dos Estados Unidos e mantiveram os funcionários da embaixada americana como reféns. Como resultado da tomada de reféns, o governo dos EUA impôs um embargo ao Irã.:94